# Otidiogryllacris laterimarginalis
Otidiogryllacris laterimarginalis är en insektsart som först beskrevs av Griffini 1908.  Otidiogryllacris laterimarginalis ingår i släktet Otidiogryllacris och familjen Gryllacrididae. Inga underarter finns listade i Catalogue of Life.